# Allison Mayfield
Allison Mayfield est une joueuse américaine de volley-ball née le 3 octobre 1989 à Kansas City. Elle joue au poste de réceptionneuse-attaquante. À partir de janvier 2019 elle est dans hongrois l'équipe Fatum Nyíregyháza.

## Palmarès

### Clubs
Championnat de Finlande:
- 2017

Championnat du Pérou:
- 2018

Coupe de Hongrie:
- 2019

Championnat de Hongrie:
- 2019